# Ostrov Osamocení
Ostrov Osamocení (rusky Ujediněnija, norsky Ensamheden) je ruský ostrov v Karském moři, který je součástí Krasnojarského kraje. Má rozlohu 20 km², nejvyšší bod má 30 metrů nad mořem. Ostrov je tvořen písčitým prstencem okolo laguny zvané Severní. Objevil ho 26. srpna 1878 norský velrybář Olav Edvard Johannesen a pojmenoval ho podle toho, že nejbližší země je vzdálena přes 150 km. V letech 1934 až 1996 byla na ostrově polární stanice, v současnosti je neobydlený.